# Anders Högberg (silversmed)
Per Anders Högberg, född 7 juli 1921 i Hammars församling, Örebro län, död 22 april 1996 i  Göteborgs domkyrkoförsamling, Göteborg, var en svensk silversmed. 
Högberg utbildade sig till silversmed genom arbete på olika verkstäder i Stockholm. Han studerade på Konstfackskolan 1947-1948 och i Paris 1951-1952. Han etablerade därefter en egen silversmedja i Göteborg. Han har medverkat vid flera internationella konsthantverksutställningar. Han är bror till silversmeden Sven-Erik Högberg. Högberg är representerad vid Nationalmuseum och Värmlands museum i Karlstad.